# Telenassa sepultus
Telenassa sepultus är en fjärilsart som beskrevs av Hall 1928. Telenassa sepultus ingår i släktet Telenassa och familjen praktfjärilar. Inga underarter finns listade i Catalogue of Life.